# Tapít
Il tapín (al plurale tapít)  è un prodotto alimentare composto da farina, acqua, zucchero e bicarbonato d'ammonio, un agente lievitante per dolci.
È un biscottino tipico carnevalesco della città di Oleggio, in provincia di Novara. 

## Origine
Il termine tapít potrebbe richiamare la forma di piccoli bottoni e tappi. Tradizionalmente il tapít viene preparato e consumato durante il periodo di carnevale perché la sua storia si riconduce ad una leggenda con protagonista una delle due maschere tipiche oleggesi, ossia il Pirín.
La leggenda narra che nel XIV secolo Oleggio fosse dominata dal duca Barnabò Visconti, fratello di Galeazzo, che all'interno delle mura cittadine costruì una casa per i suoi 5000 cani, ma essendo troppo piccola alcuni di essi furono dati da accudire e mantenere ai cittadini. Ogni 15 giorni gli animali erano portati davanti a Barnabò, il quale poteva decidere di confiscare beni o imprigionare gli oleggesi che non riuscivano a mantenerli in buona salute. Per cercare di liberare il paese dal tiranno, un popolano del borgo di San Donato di nome "Pirín" cercò di assassinare il duca milanese offrendogli dei tapít avvelenati ma, scoperto, fu poi condannato a morte.

## Preparazione
Si impastano tutti gli ingredienti formando un panetto, da questo si stacca un pezzetto che viene arrotolato, come se si facessero gli gnocchi, creando un salsicciotto. Da questo vengono tagliati dei piccoli cilindretti di pochi millimetri e schiacciati con un dito formando come dei bottoncini. Si infornano a forno caldo a circa 200 °C per 10 minuti. Una volta tirati fuori dal forno si lasciano raffreddare in modo che ottengano la loro tipica croccantezza.